# Andrew Telegdi
Andrew Telegdi, né András Telegdi le 28 mai 1946 à Budapest en Hongrie et mort le 23 janvier 2017 à Waterloo (Ontario), est un homme politique canadien.

## Biographie
Andrew Telegdi est député à la Chambre des communes du Canada, représentant la circonscription ontarienne de Kitchener—Waterloo depuis 1997 sous la bannière du Parti libéral du Canada (il est réélu aux élections de 2000, 2004 et 2006 dans cette circonscription ; de 1993 à 1997 il représentait l'ancienne circonscription de Waterloo). Le candidat conservateur Peter Braid le déloge lors des élections de 2008, mettant fin à ses quinze années de travail de député.